# 福井県道242号勝見稲津線
福井県道242号勝見稲津線（ふくいけんどう242ごう かつみいなづせん）は福井県福井市内に終始する主要地方道同士を結ぶ一般県道である。かつては全線が旧国道158号であった。

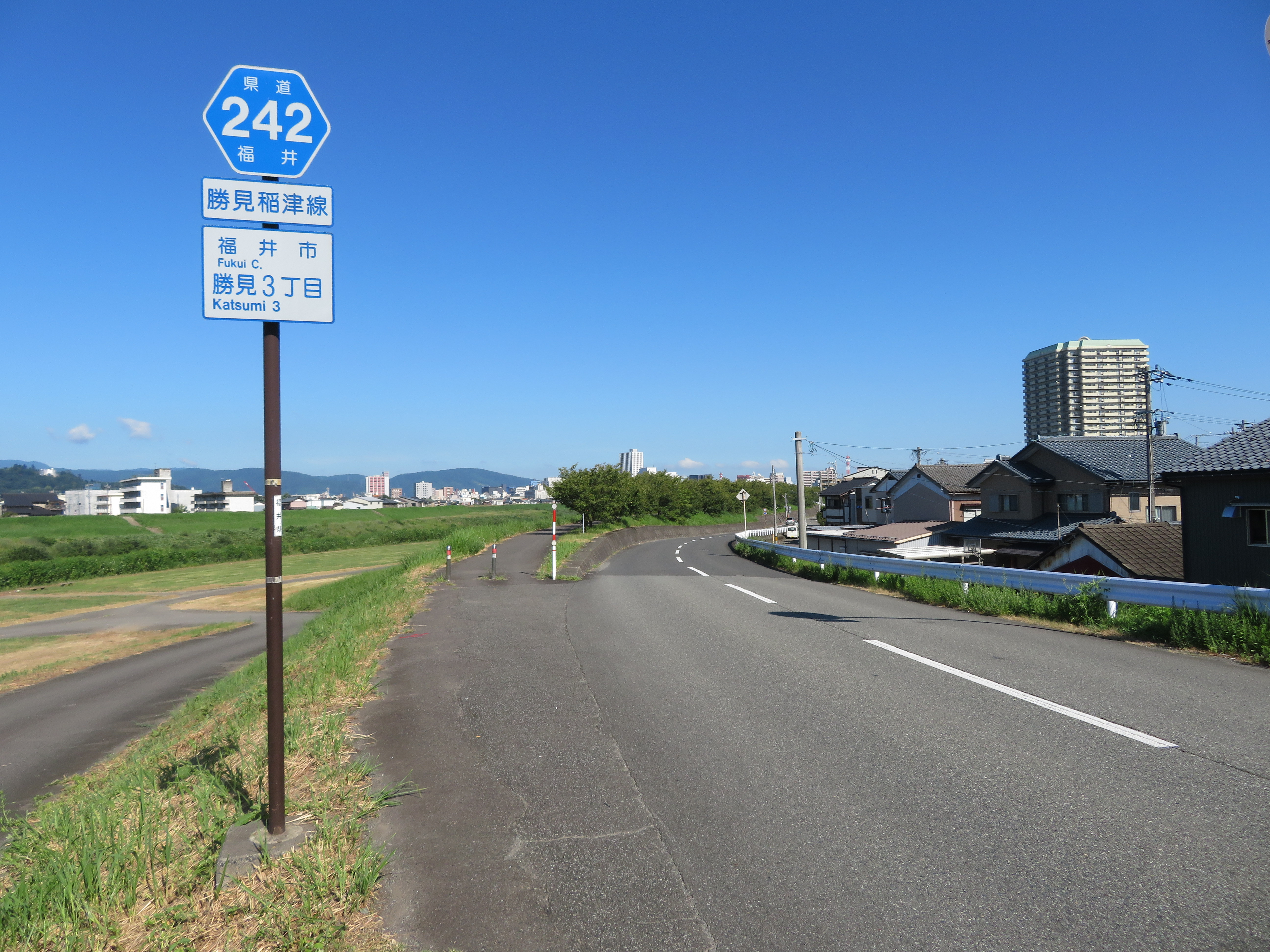
福井市勝見3丁目付近

## 路線概要
福井市南東部と市街地を結ぶ役割を担う県道である。また国道158号と並行して走っているため、これの迂回路としての役割も担っている。事実国道8号との交差点付近で混雑する国道158号を避け、こちらを利用する人も多い路線である。しかし足羽川の堤防上を走る道路のため、災害時、特に台風や大雨に弱く通行できない場合もある。

### 路線データ
- 起点：福井県福井市勝見
- 終点：同市稲津町

## 道路状況
全線にわたって片側1車線の確保された一般的な県道である。交通量は終日比較的多く、地域住民が恒常的に利用しているといえる道路といえるだろう。ただし上記の通り災害時には他の路線より早く通行規制が掛けられるので注意が必要である。災害時の迂回路としてはほとんど使えない路線といえるだろう。

## 接続路線
- 福井県道228号福井停車場勝見線（福井市勝見三丁目・勝見交差点、起点）
- 福井県道・石川県道5号福井加賀線（福井市勝見三丁目・勝見交差点、起点）
- 福井県道178号篠尾出作線（福井市勝見三丁目）
- 福井県道116号徳光福井線（福井市西方一丁目・板垣橋北詰）
- 国道8号（福井市和田二丁目・足羽橋北交差点）
- 福井県道25号福井今立線（福井市稲津町・稲津橋北詰、終点）

## 沿線周辺
- 北陸新幹線・ハピラインふくい線・えちぜん鉄道勝山永平寺線 福井駅
- 北陸自動車道 福井インターチェンジ